# Sverre Hilmar Hansen
Sverre Hilmar Hansen  (né le 12 novembre 1899 à Oslo et décédé le 25 février 1991 dans la même ville) est un athlète norvégien spécialiste du saut en longueur. Affilié au Torodd IF, il mesurait 1,74 m pour 66 kg.

## Biographie

### Palmarès
| Date | Compétition           | Lieu  | Résultat | Épreuve          | Performance |
| ---- | --------------------- | ----- | -------- | ---------------- | ----------- |
| 1924 | Jeux olympiques d'été | Paris | 3e       | Saut en longueur | 7,26 m      |